# Ebalia tuberculata
Ebalia tuberculata is een krabbensoort uit de familie van de Leucosiidae. De wetenschappelijke naam van de soort is voor het eerst geldig gepubliceerd in 1881 door Edward John Miers.